# Box-office mondial 2011
 (janvier 2012).
Si vous disposez d'ouvrages ou d'articles de référence ou si vous connaissez des sites web de qualité traitant du thème abordé ici, merci de compléter l'article en donnant les références utiles à sa vérifiabilité et en les liant à la section « Notes et références ».
Box-office mondial 2011.

## Classement
- États-Unis : 27 films
- Royaume-Uni: 1 film
- Brésil : 1 film
- Allemagne : 1 film
- Total : 27 films

| Rang | Titre                                          | Réalisateur         | Recettes totales (en millions) | Recettes américaines (en millions) | Pourcentages Recettes américaines | Nationalité            |
| --- | ---------------------------------------------- | ------------------- | ------------------------------ | ---------------------------------- | --------------------------------- | ---------------------- |
| 1 | Pirates des Caraïbes : La Fontaine de jouvence | Rob Marshall        | $ 1.045.7                      | $ 237.4                            | 23.2%                             | États-Unis             |
| 2 | Transformers 3 : La Face cachée de la Lune     | Michael Bay         | $ 1.123.7                      | $ 302.9                            | 39.7%                             | États-Unis             |
| 3 | Fast and Furious 5                             | Justin Lin          | $ 626.1                        | $ 209.1                            | 34.7%                             | États-Unis             |
| 4 | Kung Fu Panda 2                                | Jennifer Yuh Nelson | $ 665.6                        | $ 160.1                            | 27.5%                             | États-Unis             |
| 5 | Very Bad Trip 2                                | Todd Phillips       | $ 586.7                        | $ 251.9                            | 44.8%                             | États-Unis             |
| 6 | Harry Potter et les Reliques de la Mort        | David Yates         | $ 960.2                        | $ 169.2                            | 35.1%                             | États-Unis Royaume-Uni |
| 7 | Rio                                            | Carlos Saldanha     | $ 484.6                        | $ 141.9                            | 30.1%                             | Brésil États-Unis      |
| 8 | Thor                                           | Kenneth Branagh     | $ 449.3                        | $ 179.5                            | 40.4%                             | États-Unis             |
| 9 | X-Men : Le Commencement                        | Matthew Vaughn      | $ 353.6                        | $ 143.5                            | 41.7%                             | États-Unis             |
| 10 | Cars 2                                         | John Lasseter       | $ 562.1                        | $ 165.4                            | 57.6%                             | États-Unis             |
| 11 | Rango                                          | Gore Verbinski      | $ 245.7                        | $ 123.3                            | 50.8%                             | États-Unis             |
| 12 | The Green Hornet                               | Michel Gondry       | $ 227.8                        | $ 98.8                             | 43.4%                             | États-Unis             |
| 13 | Le Mytho                                       | Dennis Dugan        | $ 214.9                        | $ 103.0                            | 48.0%                             | États-Unis             |
| 14 | Mes meilleures amies                           | Paul Feig           | $ 209.8                        | $ 161.3                            | 76.9%                             | États-Unis             |
| 15 | World Invasion: Battle Los Angeles             | Jonathan Liebesman  | $ 211.8                        | $ 83.6                             | 41.3%                             | États-Unis             |
| 16 | Gnoméo et Juliette                             | Kelly Asbury        | $ 193.9                        | $ 100.0                            | 52.6%                             | États-Unis             |
| 17 | Hop                                            | Tim Hill            | $ 183.9                        | $ 108.1                            | 60.4%                             | États-Unis             |
| 18 | Super 8                                        | J. J. Abrams        | $ 260.0                        | $ 122.3                            | 69.2%                             | États-Unis             |
| 19 | Limitless                                      | Neil Burger         | $ 161.8                        | $ 79.2                             | 51.0%                             | États-Unis             |
| 20 | Sex Friends                                    | Ivan Reitman        | $ 147.8                        | $ 70.7                             | 47.8%                             | États-Unis             |
| 21 | Green Lantern                                  | Martin Campbell     | $ 219.8                        | $ 112.8                            | 77.2%                             | États-Unis             |
| 22 | Numéro quatre                                  | D. J. Caruso        | $ 149.8                        | $ 55.1                             | 38.1%                             | États-Unis             |
| 23 | Bad Teacher                                    | Jake Kasdan         | $ 216.1                        | $ 88.5                             | 65.9%                             | États-Unis             |
| 24 | Sans Identité                                  | Jaume Collet-Serra  | $ 130.8                        | $ 63.7                             | 48.7%                             | États-Unis Allemagne   |
| 25 | L'Agence                                       | George Nolfi        | $ 127.1                        | $ 62.5                             | 49.2%                             | États-Unis             |
| 26 | Source Code                                    | Duncan Jones        | $ 123.3                        | $ 54.7                             | 44.4%                             | États-Unis             |
| 27 | De l'eau pour les éléphants                    | Francis Lawrence    | $ 114.9                        | $ 58.5                             | 50.9%                             | États-Unis             |
| Films ayant dépassés 100 millions de $ au Box-office mondiale et sortis en 2011 - arrêté au 19 juillet 2011 |                                                |                     |                                |                                    |                                   |                        |